# Blob (programma televisivo)
Blob, di tutto di più, o più semplicemente Blob, è un programma televisivo italiano di genere satirico. In onda dal 1989, è uno dei programmi più longevi di Rai 3 e della televisione italiana. Le trasmissioni sono iniziate il 17 aprile 1989 e nel 2014, per il venticinquesimo anniversario della trasmissione, erano state realizzate 7335 puntate, di cui 893 monografiche dedicate a personaggi della politica, della cultura, dello sport e dello spettacolo.

## Produzione

Da sinistra: gli autori Marco Giusti ed Enrico Ghezzi agli esordi di Blob, 1989 circa

Blob è stato ideato da Angelo Guglielmi, dirigente storico di Rai 3, e dai critici cinematografici Enrico Ghezzi, Marco Giusti e un gruppo di autori, tra cui Susanna Vallorani, Paolo Luciani, Ciro Giorgini, Fulvio Toffoli, Filippo Porcelli, Marco Melani, Peter Freeman, Simona Buonaiuto, Guia Croce, Vittorio Manigrasso ed Alberto Piccinini, i quali hanno elaborato nel tempo un linguaggio originale ed innovativo, basato sull'utilizzo creativo di video registrati da altre trasmissioni TV o, in alcuni casi, girati dagli autori.
Ancora oggi non è chiaro chi sia stato l'ideatore di Blob. Secondo la versione di Guglielmi, uno dei suoi figli suggerì di fare il mattinale dei notiziari televisivi e Ghezzi rispose "perché non di tutta la TV?" ed escogitò una formula con Giusti. Per Ghezzi, Blob era l’evoluzione naturale di Vent'anni prima e Schegge, mentre Giusti ha affermato di aver ideato Blob come uno spazio all'interno di Fluff, processo alla TV in cui mostrare il peggio della TV della settimana (e che solo mesi dopo vide il figlio di Guglielmi).
Il titolo della trasmissione (in inglese macchia, goccia) deriva da quello originale (The Blob) del film horror fantascientifico Fluido mortale del 1958, cui fecero seguito il sequel Beware! The Blob nel 1972 e il remake Blob - Il fluido che uccide nel 1988. Il programma ricalca la rubrica Schegge, programma a durata variabile in onda dal 2 febbraio 1988 alle 19:45 proprio su Rai 3, utilizzato per colmare vuoti di programmazione e nei tempi di attesa per il collegamento ai TG regionali.
Secondo Angelo Guglielmi il blob del film, che invade il mondo raggiungendo e soffocando gli spazi vitali a partire dalle infrastrutture, rappresenta a dovere il "sistema gelatinoso" in cui si sta trasformando non solo la televisione ma tutta la cultura italiana. Una puntata di Blob consiste in uno studiato montaggio di spezzoni audio e video tratti dalle programmazioni delle emittenti televisive italiane (sia nazionali che locali) ed estere, e in seguito anche di filmati amatoriali inviati alla redazione (realizzati durante specifici eventi come ad esempio il G8 di Genova del 2001) oppure presi dal web. In sovrimpressione viene mostrato il titolo della puntata, spesso caratterizzato da ironia e umorismo.
Il programma è ideato e realizzato quotidianamente da Susanna Vallorani, Paolo Luciani, Pino Roggero, Franco Roselli, Cristiana Turchetti, Paolo Papo, Daniel Franchina, Gianfranco Fiore, Sabrina Barletta, Antonella Rucci, Elena Vecchia, Lino Sciorilli, Fabio Masi, Vittorio Manigrasso, Simona Buonaiuto, Sara Cipriani e in redazione Ilaria Mecarelli, Giovanna Zappi; con la collaborazione di Gaetano Caprio, Antonella Famà, Francesca Lari e, al montaggio, Gianluca Spinuso, Michele Del Fa, Debora Bucci, Marco T. Trivelli, Stefano Carpagnano, Michele Ventrone e, nel ruolo di produttore esecutivo, Stefania Celletti.
Il cartoonist italiano Mario Verger ha collaborato diverse volte con Blob nel corso degli anni firmando diversi cartoni animati d'attualità, inseriti con spezzoni e interi all'interno del programma, con personaggi quali Ambra Angiolini, Moana Pozzi, Giulio Andreotti, Silvio Berlusconi e lo stesso Ghezzi.
A seguito del successo della trasmissione, il termine è utilizzato per definire un montaggio televisivo a spezzoni, grazie al quale si ottengono effetti ricchi di satira e di ironia.

### Trentennale
Il 17 aprile 2019 Blob ha compiuto 30 anni, festeggiando l'importante traguardo delle 9268 puntate.
Per il trentennale di Blob, la Rai ha proposto, a partire da domenica 14 aprile, 5 puntate speciali, una programmazione estiva all'insegna della riproposizione e rielaborazione dei suoi 30 anni, con puntate quotidiane e appuntamenti speciali nel weekend, mentre Fuori Orario ha dedicato sei notti di commemorazioni.
Al 2019 gli autori del programma sono Enrico Ghezzi e Paolo Papo in collaborazione con Paolo Luciani, Sabrina Barletta, Sara Cipriani, Fabio Masi, Elena Vecchia, Pino Roggero, Daniel Franchina, Simona Buonaiuto, Antonella Rucci, Cristiana Turchetti, Vittorio Manigrasso, Gianfranco Fiore, Fulvio Baglivi, Gaetano Caprio, Francesca Lari, Antonella Famà. Il produttore esecutivo è Sabrina Barletta. Il responsabile progetto editoriale è Stefano Francia di Celle. Il montaggio è di Michele Del Fa’ e Daniele Pecorelli, mentre da fine 2020 è effettuato da Yael Leibel e Federica Pastori.

## Programmazione
Blob è sempre andato in onda tutti i giorni alle 20:00 e per un periodo alle 20:10 dopo Sport Tre (rubrica a cura di Rai Sport, ora cessata). Attualmente Blob va in onda tutti i giorni alle 20:00 (fino al 2023, tranne la domenica nel periodo invernale per lasciare spazio a Che tempo che fa sostituito poi da Chesarà…).
In occasioni particolari, come la notte di capodanno, vengono trasmesse puntate speciali più lunghe del solito, spesso a tema: si tratta di monografie dedicate all'anno appena trascorso o a personaggi della vita pubblica.
Il portale Raiplay consente di vedere gratis molti filmati di Blob: le puntate della settimana, le puntate domenicali, e le puntate dedicate ai "cicli tematici", quali:
- Votantonio: la classifica del sabato, ideata e realizzata da Cristiana Turchetti con Sabrina Barletta.
- Playtime 6898: che propone montaggi per confrontare l'anno 1968 con l'anno 1998;
- I ricuperanti: con autorevoli personaggi che commentano le immagini di Blob, montate da Pino Roggero e Cristiana Turchetti, due tra gli autori storici del programma.
- 77 (ri-volte) Blob: una serie di spezzoni dedicati all'anno 1977.
- Paracult - la tv del ventennio: un ritratto della televisione trash italiana in onda dal 1991 al 2011.
- Impero Nano: gli scandali sessuali della Seconda Repubblica.

## Edizioni speciali
- Assolvenza Aldo Moro (Blob Speciale) (1998): in occasione del ventennale del caso Moro la redazione di Blob realizzò un'edizione speciale, che nel palinsesto precedeva quella consueta[6]. Si trattava di un'antologia quotidiana (esclusi i martedì e le domeniche[6]) della durata di circa 12 minuti[6], formata da spezzoni, tratti dagli archivi Rai, di programmi andati in onda all'epoca dei noti fatti: edizioni di telegiornali, film, trasmissioni d'intrattenimento, pubblicità ed altro[7]. Questa edizione fu trasmessa dal 9 marzo[8] al 16 maggio 1998[7]: la rievocazione quindi copriva il lasso di tempo intercorso fra una settimana prima del rapimento[7], e quella successiva al ritrovamento del cadavere dello statista democristiano[7]. L'intento degli autori era quello di mostrare quale fosse la programmazione Rai prima dei noti fatti, e come essa fu influenzata dai tragici eventi; tale monografia è stata in seguito riproposta nel 2008 (in occasione del trentennale) e nuovamente nel 2018 (in occasione del quarantennale)[7].
- Per il ventennale di Blob, nel 2009, la Rai ha trasmesso all'interno del programma, un cartone animato dedicato al suo creatore Enrico Ghezzi, intitolato Hello Ghezzy!, con vari spezzoni e parodie tratte da film e cartoon famosi, animato a diretto da Mario Verger.
- Il 6 giugno 2014 è andato in onda su Rai 3 uno speciale programma celebrativo dal titolo Mi è sembrato di vedere un Blob per festeggiare i 25 anni della trasmissione. Condotto da Flavio Insinna, ha visto la partecipazione di numerosi ospiti, oltre alla presenza di Enrico Ghezzi: Enrico Mentana, Giuliano Ferrara, Emilio Fede, Carlo Freccero, Giordano Bruno Guerri, Gianni Boncompagni, Luisella Costamagna, Gerardo Greco, Gad Lerner, Maurizio Mannoni, Bruno Voglino, Angelo Guglielmi, Furio Colombo, Aldo Biscardi, Alba Parietti, Patty Pravo, Bruno Vespa, Pippo Baudo, Michele Cucuzza, Vittorio Sgarbi, Franco Battiato, Adriano Celentano, Frankie Hi-Nrg, Paolo Bonolis, Jovanotti, Fiorello, Vasco Rossi e Dario Argento[9].

## Riconoscimenti
Nel 2021 la trasmissione è stata insignita del Premio Nazionale Cultura della Pace per essere riuscita «a mettere insieme immagini e significati, significanti e messaggi, attraverso ciò che fa vedere la televisione, tra finzione e realtà, rappresentando in modo unico e originale la realtà, con particolare attenzione alla guerra e alla violenza della vita quotidiana, dimostrando come la sequenza di immagini possa essere decisiva nel raccontare una storia, creare sensibilità e cultura».